# 1154
1154 (MCLIV) je bilo navadno leto, ki se je po julijanskem koledarju začelo na petek.

## Dogodki

### Evropa
- 2. februar - Po smrti sovladarja Vjačeslava I. ostane edini veliki knez Kijeva Izjaslav II.
- 26. februar - Umrlega sicilskega kralja in vladarja južne Italije Rogerija II. nasledi četrti, še edini preživeli sin Vilijem I.. Sprva se kraljevič uči vodenja s kanclerjem in admiralom Majem iz Barja. Širom južne Italije si sledijo upori.
  - Al-Idrizi, muslimanski geograf in kartograf v službi sicilskega kralja Rogerja II. dokonča atlas sveta "Tabula Rogeriana", enega najdetaljnejših atlasov do dobe odkritij.
- oktober - Nemški kralj Friderik I. Barbarossa se odpravi na prvo italijansko odpravo (od šestih) z namenom, da bi vzpostavil oblast v (celotni) Italiji. Njegov prvi cilj je podrediti si trenutno šibkega sicilskega kralja Vilijema I.. Z juga hkrati načrtuje prodor bizantinski cesar Manuel I. Komnen. 1155 ↔
- 25. oktober - Umrlega angleškega kralja Štefana po dogovoru nasledi njegov dinastični rival Henrik II. iz družine Plantagenet.
  - Angleški kralj Henrik II. podeli v listini mestu Birmingham pravico do stalne tržnice (The Bull Ring).
  - V mestu Lincoln, ki je središče angleške predilne industrije, se naselijo prve judovske družine, ki s finančnimi posli hitro bogatijo.
- 13. november - Umrlega velikega kijevskega kneza Izjaslava II. poskusi naslediti smolenški knez Rostislav I., a ga po tednu dni vladanja prežene černigovski knez Izjaslav III.
- 15. december - Po smrti papeža Anastazija IV. je za novega papeža izvoljen Hadrijan IV., 169. papež po seznamu.[1] Hadrijan IV. se nemudoma loti načrtov, kako uničiti Rimsko komuno in ponovno prevzeti oblast v Večnem mestu. 1155 ↔
- Umrlega urgellskega grofa Ermengola VI. nasledi sin Ermengol VII.
- Almohadi po šestih letih vztrajnega napadanja in obleganj osvojijo Granado, zadnjo neodvisno taifo na Iberskem polotoku.
- Madžarski kralj Ladislav II. imenuje Boriča za prvega bana Bosne.
- Bizantinski cesar Manuel I. obnovi Beograd, ki je mejno mesto med cesarstvom in ogrskim kraljestvom.
- David V., nastarejši sin gruzijskega kralja Dimitrija I. prisili očeta, da abdicira.

### Azija
- 23. april - Alepski in mosulski atabeg Nur ad-Din izkoristi nezadovoljstvo prebivalcev Damaska z njihovim emirjem Mudžir ad-Dinom in zavzame Damask. Vsa Sirija je končno združena pod enotnim voditeljem. Nur ad-Din kljub temu iz previdnosti nadaljuje s pošiljanjem letnega damaščanskega tributa kraljevini Jeruzalem.
- Jeruzalemski kralj Baldvin III. in kraljica-mati Melisenda se pomirita, saj njun spor najbolj koristi njunim nasprotnikom.

### Afrika
- Siciljanski Italonormani plenijo po obali sredozemske Afrike od Alžirije do delte Nila.
- Pisanci podpišejo pogodbo o trgovanju s fatimidskim kalifom Al-Zafirjem v Egiptu.↓
- → Po smrti Al-Zafirja, 12. fatimidskega kalifa, prestol zasede mladoletni sin Al-Faiz, regentstvo prevzame vezir Tali ibn Russik, sicer mameluk armenskega rodu.

## Rojstva
- 11. november - Sančo I., portugalski kralj († 1211)

Neznan datum
- Agneza Antioška, antioška princesa in ogrska kraljica († 1184)
- Minamoto Jošinaka, poglavar klana Minamoto, šogun († 1184)
- Konstanca Sicilska, sicilska kraljica, rimsko-nemška cesarica, regentinja († 1198)
- Marija Komnena, jeruzalemska kraljica, soproga Amalrika I., ibelinska baronica († 1217)
- Pons de la Guardia, španski trubadur († 1188)
- Robert II., grof Dreuxa, križar († 1218)
- Sanča Kastiljska, aragonska kraljica († 1208)
- Vsevolod Veliko Gnezdo, vladimirski veliki knez († 1212)

## Smrti
- 2. februar - Vjačeslav I., kijevski veliki knez (* 1083)
- 26. februar - Roger II., sicilski kralj (* 1095)
- 8. junij - Vilijem Yorški, nadškof in svetnik
- 21. julij - Elizabeta Ogrska, velikopoljska vojvodinja (* 1128)
- 4. september - Gilbert Porretanski, francoski filozof in teolog (* 1070)
- 25. oktober - Štefan Angleški, kralj (* 1096)
- 13. november - Izjaslav II., veliki kijevski knez (* 1096)
- 18. november - Adela Savojska, francoska kraljica, soproga Ludvika VI. (* 1092)
- 3. december - papež Anastazij IV. (* 1073)

Neznan datum
- Ana Komnena, bizantinska princesa in zgodovinarka (* 1083)
- Al-Zafir, 12. fatimidski kalif
- Ermengol VI., urgellski grof (* 1096)
- Henrik iz Huntingdona, angleški zgodovinar (* 1088)
- Honorij Avgustodunen, francoski teolog (* 1080)
- Rupert I., grof Nassaua (* 1090)
- Vilijem iz Conchesa, francoski filozof in teolog (* 1090)